# Società Max Planck

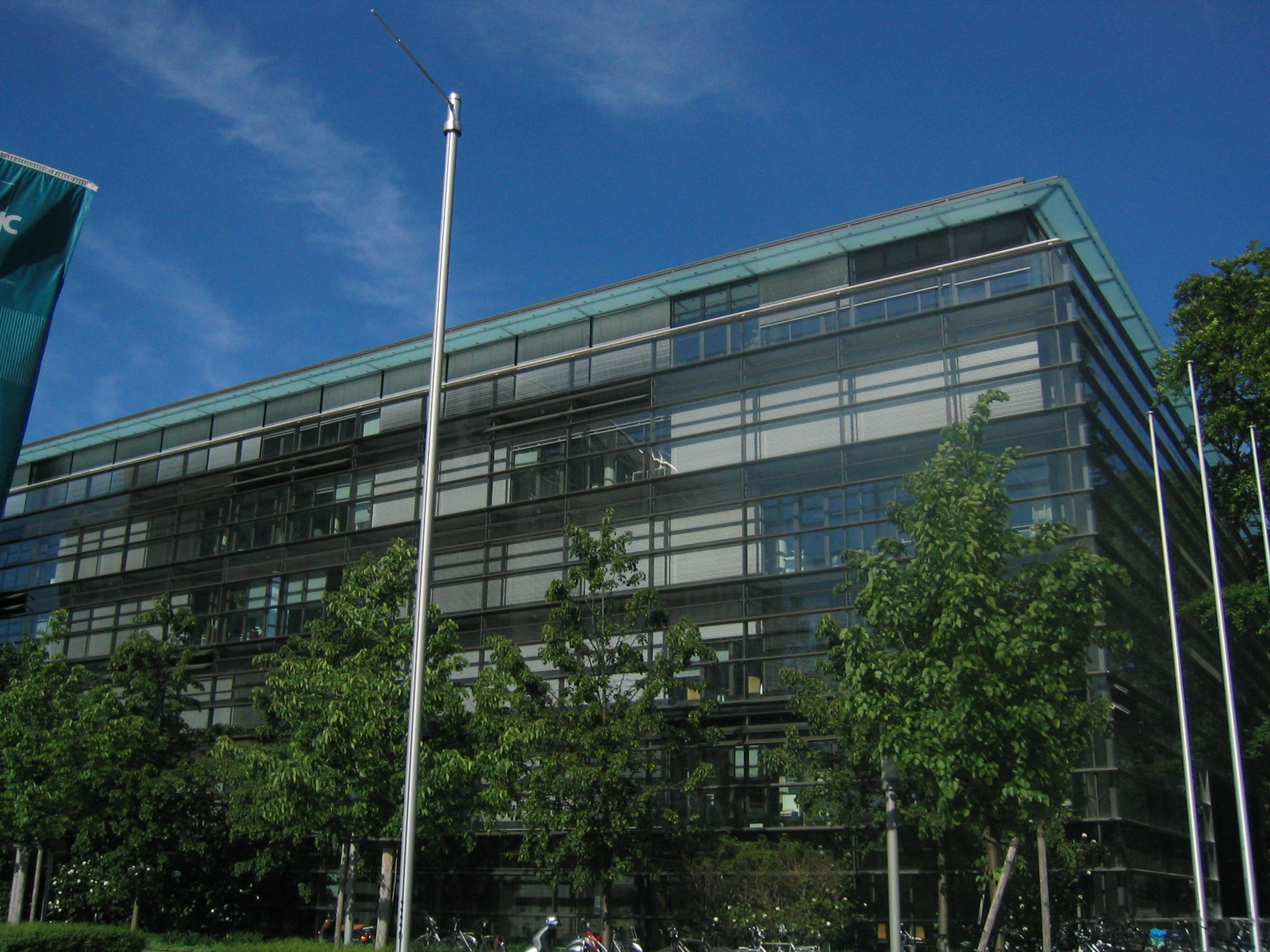
L'edificio amministrativo principale di Monaco di Baviera.

La Società Max Planck, una delle principali istituzioni tedesche nel campo della ricerca di base, è un'organizzazione senza scopo di lucro di diritto privato sotto forma di associazione registrata. La Società Max Planck è finanziata principalmente da fondi pubblici provenienti dal governo federale e dei Länder. Spesso viene indicato utilizzando la sigla MPG, dal tedesco Max-Planck-Gesellschaft zur Förderung der Wissenschaften, in italiano Società Max Planck per l'avanzamento delle scienze.

## Descrizione
Fondata a Gottinga da Otto Hahn nel 1948 succedendo alla Società Kaiser Wilhelm fondata nel 1911, prende il nome in onore dello scienziato tedesco Max Planck, morto un anno prima e con il logo ufficiale che riporta l'effigie di Minerva, dea romana della saggezza. La società ha assunto dunque fama mondiale nel campo della ricerca scientifica e tecnologica e includendo anche il suo diretto predecessore, la Società vanta più premi Nobel di qualsiasi altra istituzione mondiale. 
La sua organizzazione consiste di oltre 100 tra strutture e scuole di ricerca, ampiamente diffuse nel territorio tedesco e in qualche caso presenti anche in altre nazioni europee, tra cui l'Italia. L'attività di ricerca spazia dalle scienze naturali alle scienze sociali e umanistiche. In relazione al lavoro svolto, ogni singolo istituto assume una denominazione specifica: ad esempio, il Max-Planck-Institut für Mathematik di Bonn si occupa di ricerca matematica. In Italia sono presenti la Bibliotheca Hertziana - Istituto Max Planck per la storia dell'arte a Roma e l'Istituto di Storia dell'Arte - Kunsthistorisches Institut a Firenze.
I vari istituti, pur collaborando strettamente con le università, lavorano autonomamente e tendono a focalizzarsi sulla ricerca innovativa che a causa del proprio carattere interdisciplinare o della necessità di particolari risorse non può essere affrontata dalle università statali. Sono stati molti gli scienziati MPG divenuti premi Nobel.
L'organizzazione interna consta in dipartimenti di ricerca con a capo direttori diversi, similmente alla situazione di un professore ordinario capo-dipartimento all'università. Dal punto di vista legale è un'organizzazione simile a un'associazione: ogni direttore, in qualità di membro scientifico, ha eguale diritto di voto, mentre i fondi economici derivano principalmente dalle istituzioni federali e statali, ma anche da compensi legati a ricerche e licenze oltre che da donazioni.
Ha sempre attratto gli scienziati da tutto il mondo, ad esempio proprio qui il fisico italiano Tullio Regge collaborò dal 1958 al 1959 con Werner Karl Heisenberg. Inoltre ha sempre attribuito gli incarichi direttivi indipendentemente dalle nazionalità. Ad esempio dal 1985 al 2002 direttore del Max-Planck-Institut für Züchtungsforschung di Colonia, Dipartimento di Miglioramento Genetico e Fisiologia delle Piante, è stato l'italiano Francesco Salamini.
Negli istituti lavorano approssimativamente 12.300 impiegati permanenti, inclusi 4.200 scienziati più circa 9.000 scienziati temporanei e altri ospiti.

### Articolazione della società
La società Max Planck si divide in diversi istituti sparsi per la Germania, di solito denominati secondo lo schema Istituto Max Planck della tal materia.
- Istituto Max Planck di antropologia evolutiva, Lipsia
- Istituto Max Planck di astronomia, Heidelberg
- Istituto Max Planck di astrofisica, Garching bei München
- Istituto Max Planck di sviluppo umano, Berlino
- Istituto Max Planck di biochimica, Martinsried (Monaco di Baviera)
- Istituto Max Planck di biogeochimica, Jena
- Istituto Max Planck di biofisica, Francoforte sul Meno
- Istituto Max Planck di biomedicina molecolare, Münster
- Istituto Max Planck di chimica (Istituto Otto Hahn), Magonza
- Istituto Max Planck di chimica bioinorganica, Mülheim an der Ruhr
- Istituto Max Planck di chimica biofisica (Istituto Karl Friedrich Bonhoeffer), Gottinga
- Istituto Max Planck per la ricerca demografica, Rostock
- Istituto Max Planck di dinamica dei sistemi tecnici complessi, Magdeburgo
- Istituto Max Planck di dinamica e auto-organizzazione, Gottinga
- Istituto Max Planck di ricerca sul ferro, Düsseldorf
- Istituto Max Planck di endocrinologia sperimentale, Hannover
- Istituto Max Planck di biologia dello sviluppo, Tubinga
- Unità di ricerca Max Planck di enzimologia del ripiegamento proteico, Halle (Saale)
- Istituto Max Planck di ricerca sui beni comuni, Bonn
- Istituto Max Planck di ricerca etnologica, Halle (Saale)
- Istituto Max Planck di ricerca dello stato solido, Stoccarda
- Laboratorio Friedrich Miescher (biologia), Tubinga
- Istituto Fritz Haber della società Max Planck, Berlino
- Istituto Max Planck di proprietà intellettuale, competizione e diritto tributario, Monaco di Baviera
- Istituto Max Planck di genetica molecolare, Berlino
- Istituto Max Planck di storia, Gottinga
- Istituto Max Planck di studio delle società, Colonia
- Istituto Max Planck per la fisica gravitazionale (Istituto Albert Einstein), Potsdam e Hannover
- Istituto Max Planck di ricerca cardiaca e polmonare (Istituto W. G. Kerckhoff), Bad Nauheim
- Istituto Max Planck di ricerca cerebrale, Francoforte sul Meno
- Istituto Max Planck di immunobiologia, Friburgo in Brisgovia
- Istituto Max Planck di biologia delle infezioni, Berlino
- Istituto Max Planck di informatica, Saarbrücken
- Istituto Max Planck di fisica nucleare, Heidelberg
- Istituto Max Planck di ricerca sul carbone (fondazione indipendente), Mülheim an der Ruhr
- Istituto Max Planck di ricerca sui colloidi e le interfacce[2], Potsdam (Golm)
- Istituto Max Planck di cibernetica biologica, Tubinga
- Istituto Max Planck di storia dell'arte (Kunsthistorisches Institut in Florenz), Firenze
- Istituto Max Planck di storia dell'arte (Biblioteca Hertziana), Roma
- Istituto Max Planck di biologia evolutiva, Plön
- Istituto Max Planck di matematica, Bonn
- Istituto Max Planck di matematica nelle scienze naturali, Lipsia
- Istituto Max Planck di medicina sperimentale, Gottinga
- Istituto Max Planck di ricerca medica, Heidelberg
- Istituto Max Planck di ricerca sui metalli, Stoccarda
- Istituto Max Planck di meteorologia, Amburgo
- Istituto Max Planck di microbiologia marina, Brema
- Istituto Max Planck di microbiologia terrestre, Marburgo
- Istituto Max Planck di fisica microstrutturale, Halle (Saale)
- Istituto Max Planck di neurobiologia, Martinsried
- Istituto Max Planck di ricerca neurologica, Colonia
- Istituto Max Planck di scienze cognitive umane e cerebrali, Lipsia e Monaco di Baviera
- Istituto Max Planck di ecologia chimica, Jena
- Istituto Max Planck di ornitologia, Seewiesen, Andechs e Radolfzell
- Istituto Max Planck di fisiologia molecolare delle piante, Potsdam (Golm)
- Istituto Max Planck di fisica (Istituto Werner Heisenberg), Monaco di Baviera
- Istituto Max Planck di fisica dei sistemi complessi, Dresda
- Istituto Max Planck di fisica chimica dei solidi, Dresda
- Istituto Max Planck di fisica extraterrestre, Garching bei München
- Istituto Max Planck di fisica della luce, Erlangen
- Istituto Max Planck di fisiologia molecolare, Dortmund
- Istituto Max Planck di fisica del plasma, Garching bei München e Greifswald
- Istituto Max Planck di ricerca sui polimeri, Magonza
- Istituto Max Planck di diritto privato estero e internazionale, Amburgo
- Istituto Max Planck di psichiatria, Monaco di Baviera
- Istituto Max Planck di psicolinguistica, Nimega
- Istituto Max Planck di ottica quantistica, Garching bei München
- Istituto Max Planck di radioastronomia, Bonn-Endenich
- Istituto Max Planck di storia del diritto europeo, Francoforte sul Meno
- Istituto Max Planck di sistemi software, Kaiserslautern, Saarbrücken
- Istituto Max Planck di ricerca sul sistema solare, Katlenburg-Lindau
- Istituto Max Planck di diritto sociale estero e internazionale, Monaco di Baviera
- Istituto Max Planck di diritto penale estero e internazionale, Friburgo in Brisgovia
- Istituto Max Planck di fisiologia del comportamento, Seewiesen
- Istituto Max Planck di diritto pubblico comparato e internazionale, Heidelberg
- Istituto Max Planck di economia, Jena
- Istituto Max Planck di storia della scienza, Berlino
- Istituto Max Planck di biologia cellulare molecolare e genetica, Dresda
- Istituto Max Planck delle colture vegetali, Colonia
- Istituto Max Planck per l'estetica empirica, Francoforte sul Meno